# Friedrich von Wendt
Friedrich Wendt, ab 1814 Ritter von Wendt (* 28. September 1738 in Sorau; † 2. Mai 1818 in Erlangen) war ein deutscher Mediziner und Präsident der Leopoldina.

## Leben
Mit 20 Jahren immatrikulierte sich Wendt an der Universität Halle (Saale) für das Fach Medizin. Später wechselte er nach Göttingen,  an der er 1762 erfolgreich sein Studium mit seiner Dissertation abschloss.
Anschließend ließ er sich als praktischer Arzt in Genthin bei Magdeburg nieder. Nach einigen Jahren avancierte Wendt zum Stadtphysicus von Pleß (Oberschlesien). Von hier engagierte ihn der Fürst von Anhalt als Leibarzt.
1778 nahm er einen Ruf an die Universität Erlangen an und wirkte dort als Professor für Arzneikunde. Dort setzte er sich sehr für moderne ärztliche Versorgung ein. In seiner Erlanger Privatwohnung gründete Wendt ein „Collegium clinicum“, in dem seine Studenten ambulant unter seiner Aufsicht Kranke untersuchen und behandeln durften.
Um 1780 wurde mit Unterstützung der Universität dieses Collegium in ein „Institutum Clinicum“ umgewandelt, welches Wendt bis zu seinem Lebensende leitete.
Ab 1791 war Wendt Mitglied der Deutschen Akademie der Naturforscher Leopoldina mit dem Gesellschaftsnamen (in der Tradition Gelehrter Gesellschaften als agnomen, später cognomen bezeichnet) Diocles Carystius IV. und im Oktober 1810 wurde er zum Adjunkten der Akademie ernannt. Als kurz darauf ihr neunter Präsident, der Botaniker Johann Christian Daniel von Schreber, starb, wählte man 1811 Wendt zu seinem Nachfolger, der dieses Amt bis zu seinem Tode innehatte. Durch diese Wahl erhielt er zugleich den Adelstitel, gegründet auf das durch Leopold I. 1687 verliehene Kaiserliche Privileg der Akademie.
1813 wurde er als auswärtiges Mitglied in die Bayerische Akademie der Wissenschaften aufgenommen. Am 27. Mai 1814 wurde Friedrich Wendt als Königlich bayerischer Geheimer Rat durch die Verleihung des zivilen Verdienstordens der Bayerischen Krone in den persönlichen Ritterstand erhoben; am 15. August 1814 erfolgte die Immatrikulation bei der Ritterklasse im Königreich Bayern.

## Familie
Friedrich von Wendt heiratete am 26. Juni 1777  Auguste Friederike zu Isenburg und Büdingen (1743–1783), Witwe von Ludwig Casimir zu Isenburg und Büdingen (1710–1775) und Tochter von Heinrich Ernst zu Stolberg-Wernigerode. Sie hatten zwei Kinder. Die Tochter Christiane Maria und der Jurist Christian Ernst von Wendt (1778–1842). Nach dem Verlust seiner ersten Gemahlin ehelichte er 1792 die Hofdame Baronin Antoinette Eleonore von Metzsch.

## Werke
- Historia tracheotomiae nuperrime administratae (1774)
- Nachricht von der Einrichtung des Instituti clinici in Erlangen (1780–1785)
- Observationes de pleuritide et peripneumonia (1762)
- Annalen des klinischen Instituts in Erlangen (1808)